# Abel d'Adhémar
Pour les articles homonymes, voir Adhémar.
Abel comte d'Adhémar (Paris, vers 1812 - Paris, 1851) est un compositeur français, célèbre pour ses nombreuses romances.

## Biographie
Il se fait connaître dès 1836 par ses romances qui obtiennent un important succès avant de tomber dans l'oubli.

## Œuvres
On lui doit des valses pour piano dont la plus célèbre est L'Albanaise, des polka-mazurkas ou entre autres, des quadrilles, souvent sur des paroles d'Eugène de Lonlay.